# Sesung (Kweneng West)
Sesung è un villaggio del Botswana situato nel distretto di Kweneng, sottodistretto di Kweneng West. Il villaggio, secondo il censimento del 2011, conta 1 481 abitanti.